# البیز
البیز (به فرانسوی: Albiès) یک کمون در فرانسه است که در Canton of Cabannes واقع شده‌است.

## خصوصیات
البیز ۷٫۶۹ کیلومترمربع مساحت و ۱۳۷ نفر جمعیت دارد و ۵۶۰ متر بالاتر از سطح دریا واقع شده‌است.

## نگارخانه

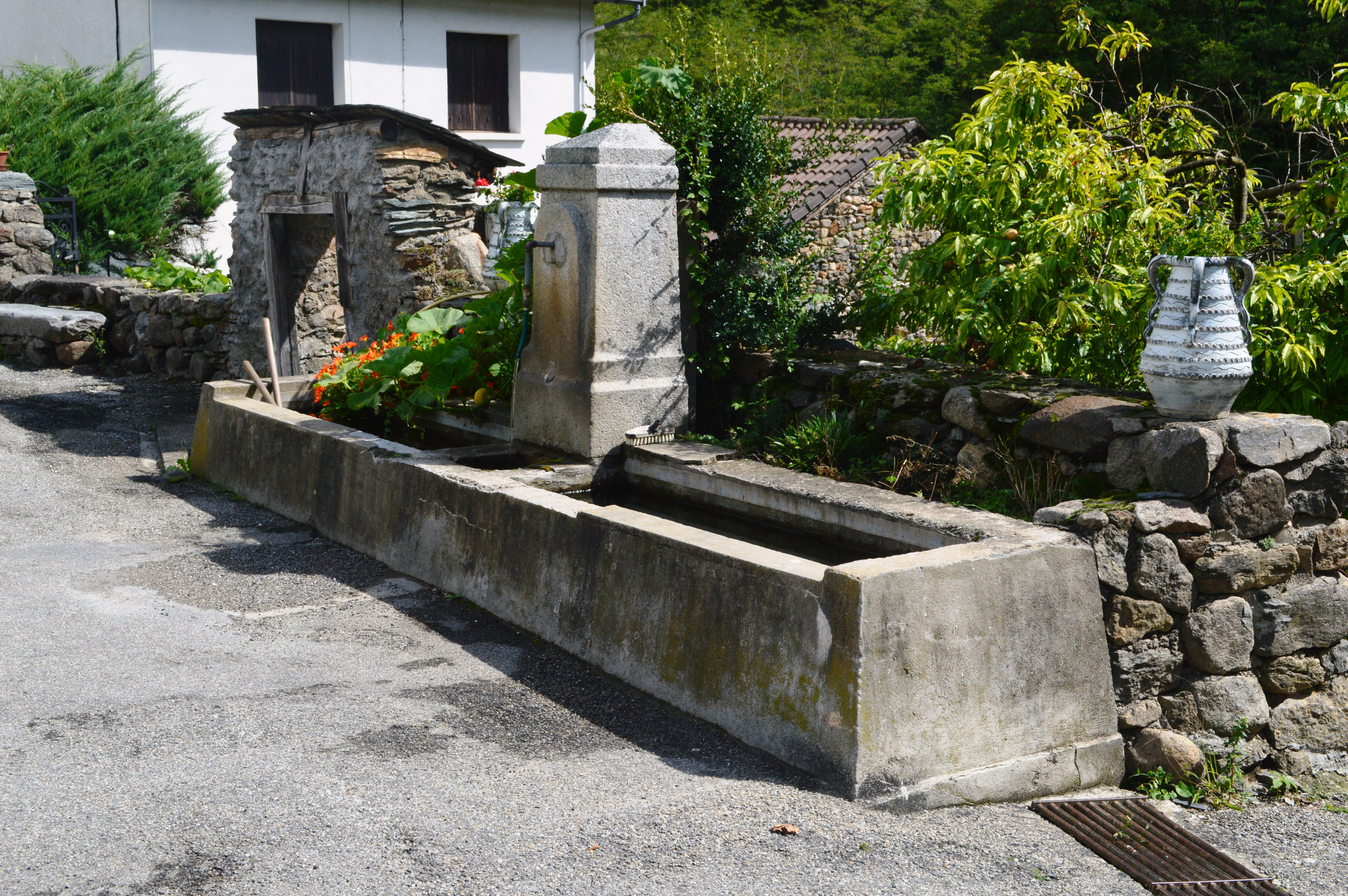
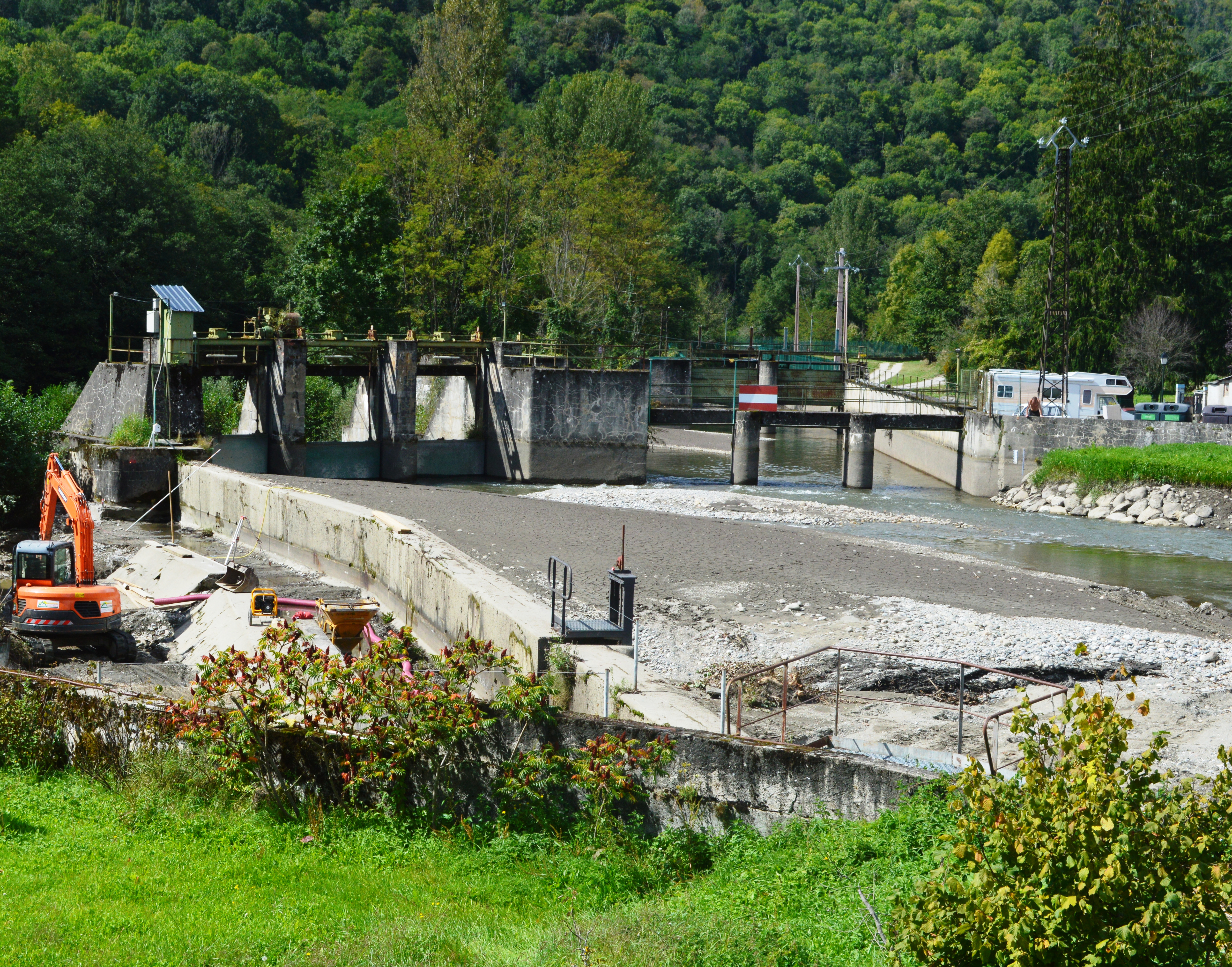
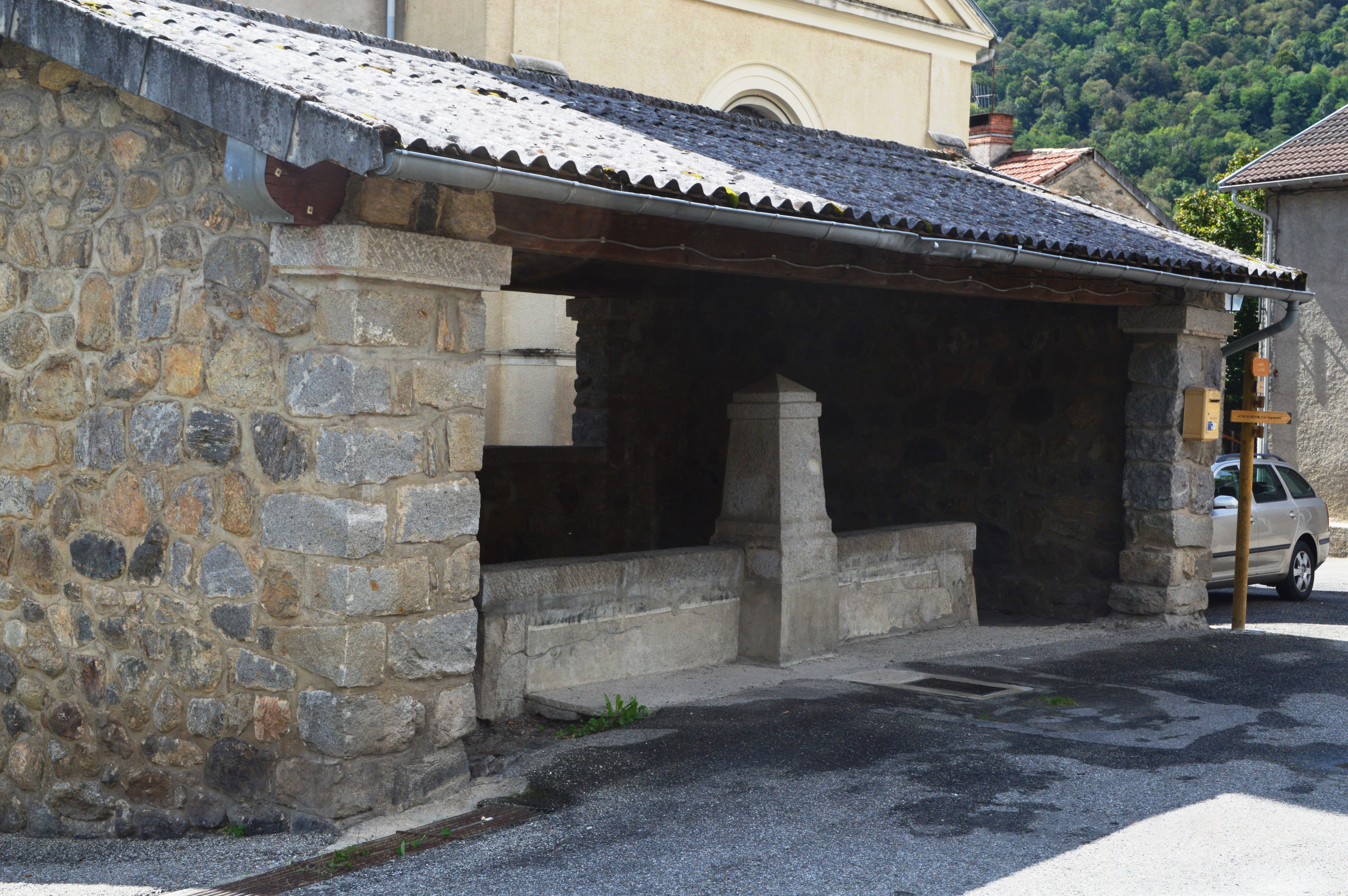
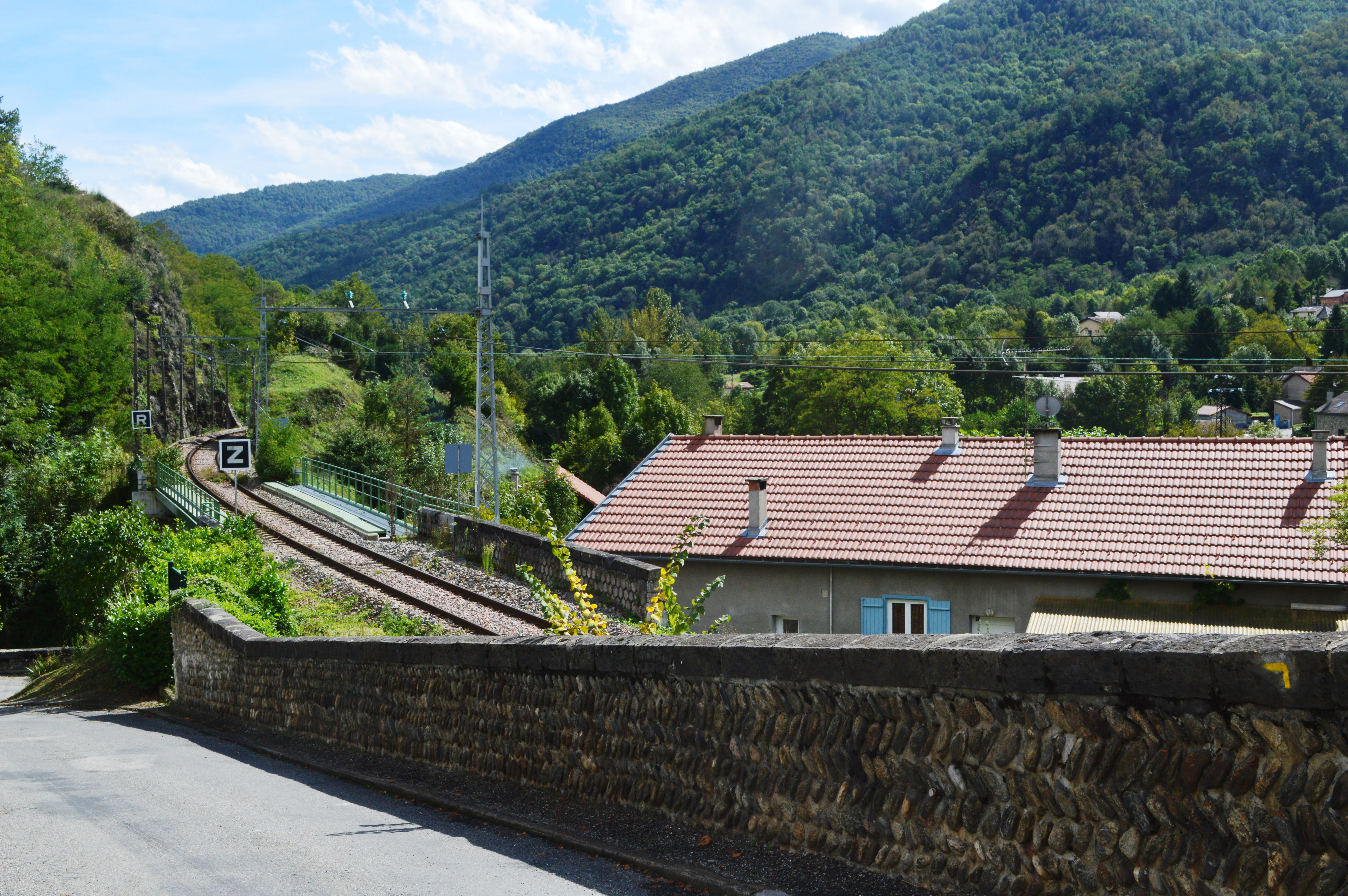
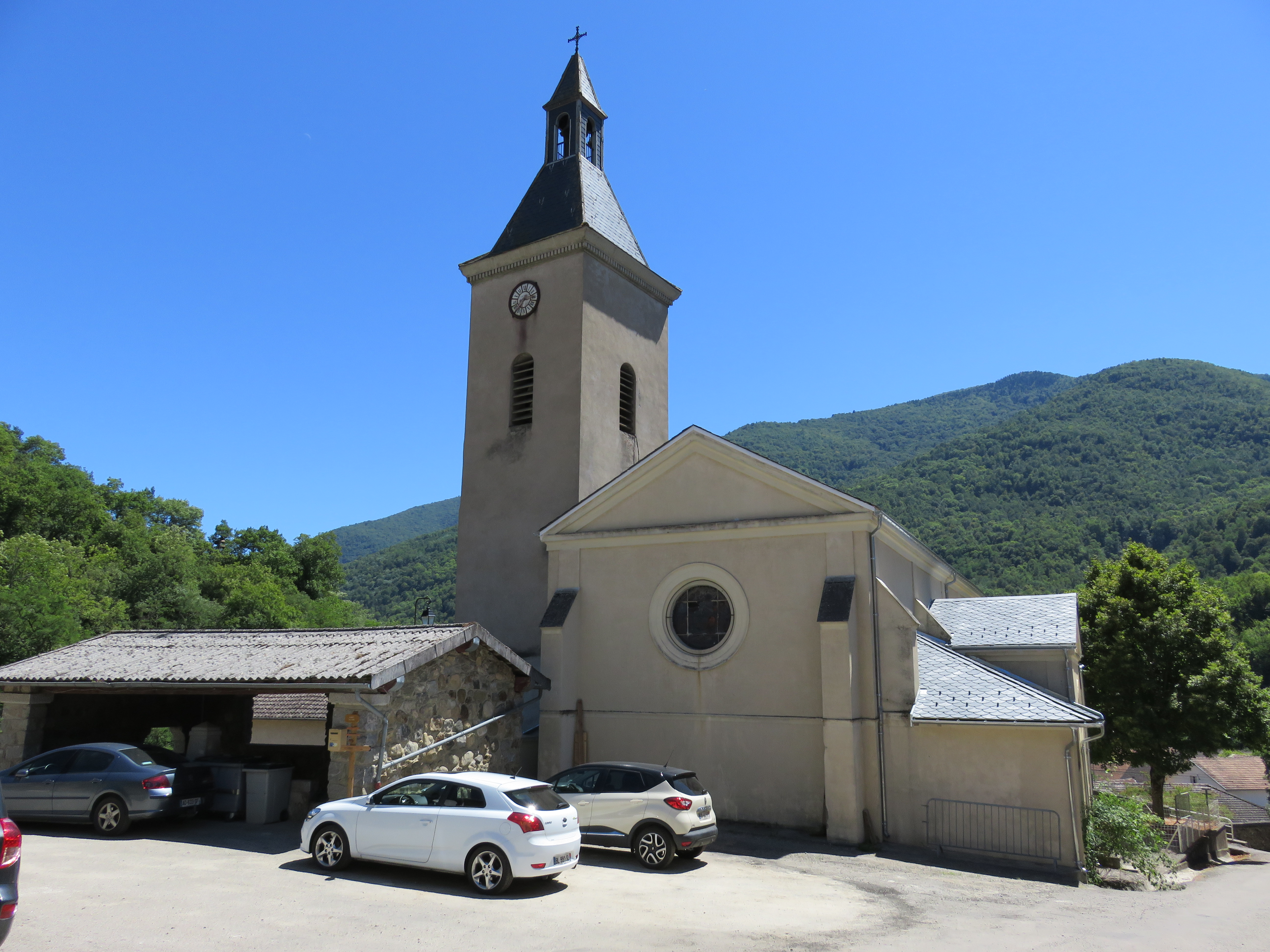
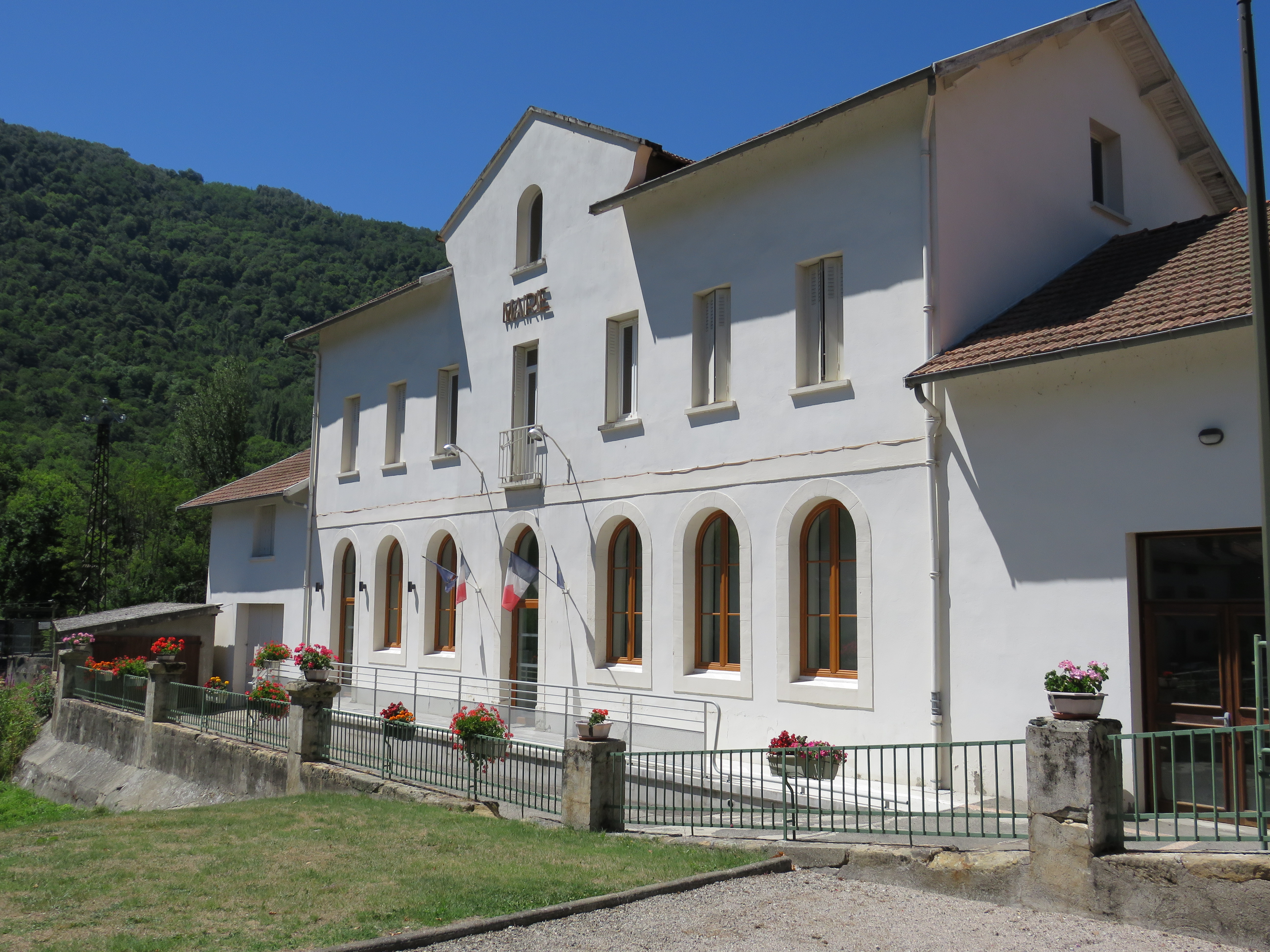
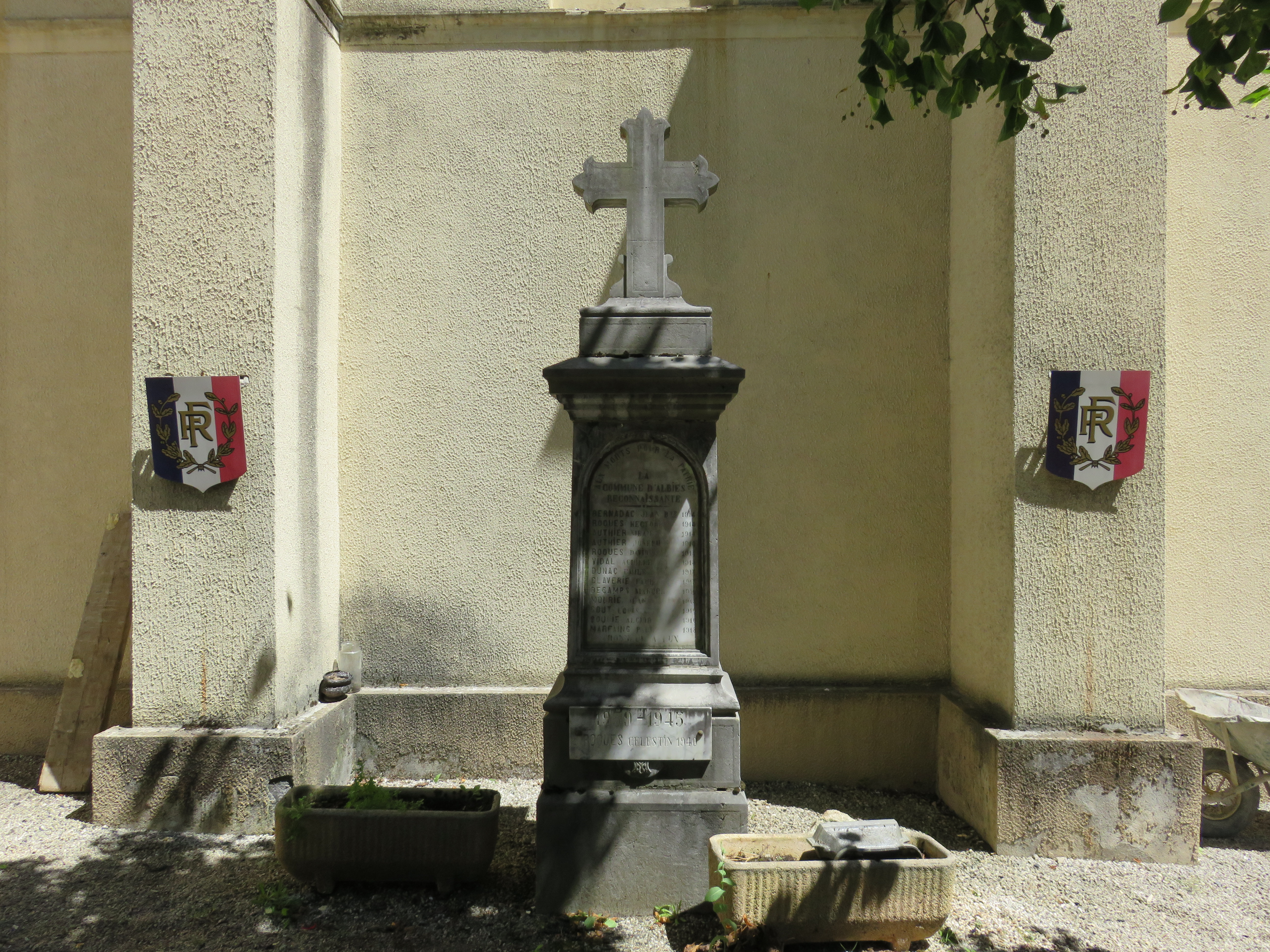